# 宇文会
宇文会（6世纪—572年4月12日），字乾仁，宇文颢孙，北周权臣晋公宇文护子。

## 生平
幼年好学聪慧。西魏恭帝二年（555年），因宇文护取江陵有功，宇文会得赐爵江陵县公。北周保定元年（561年）七月，北周武帝追封伯父即宇文会祖父宇文颢为邵惠公，宇文会的伯父宇文什肥为邵景公。因宇文什肥独子宇文胄被北齐扣押，宇文会被出继为宇文什肥的嗣子，袭为邵国公，拜骠骑大将军、开府仪同三司。裴镜民曾任他的记室参军。二年（562年）六月，除授蒲州潼关六防诸军事、蒲州总管。宇文护诸子的衣服、珍玩都奢靡得逾越制度。
天和五年（570年）二月，周、齐通好，宇文胄从北齐回国，袭邵国公，宇文会改封谭国公。
六年（571年）正月，宇文会被进为柱国。五月，皇弟大司马宇文宪攻打被北齐所占的姚襄城，齐军固守，宇文宪命宇文会筑石殿城，以援救被围的汾州。最后周、齐各自退军。
建德元年（572年）三月，北周武帝诛杀宇文护，召宫伯长孙览等告知，令其抓捕宇文护诸子及亲信，于殿中杀之。
三年（574年）五月，追复封爵为常武公。